# Internationale Vereinigung Sport- und Freizeiteinrichtungen
Die Internationale Vereinigung Sport- und Freizeiteinrichtungen (kurz IAKS) ist eine gemeinnützige Vereinigung auf dem Gebiet der Sportbauten und Freizeiteinrichtungen.
1965 wurde der Internationale Arbeitskreis Sportstättenbau in Köln gegründet. Hieraus entstand der heutige Verein. Sie ist die einzige Non-Profit-Organisation, die sich weltweit mit Themen des Sportstättenbaus befasst und wurde aus diesem Grunde vom Internationalen Olympischen Komitee als „Recognised Organisation“ anerkannt.
Die Präsidenten waren (Stand 2016): Willi Weyer (1965–1985), Günter Heidecke (1985–1990), Erich Schumann (1990–1997), Stephan Holthoff-Pförtner (1997–2015) und Stefan Kannewischer (seit 2015).
Es existieren sieben Sektionen: Deutschland, Japan, Lateinamerika/Karibik, Polen, Russland, Schweiz und Spanien (Stand 2016).
Dem Verein gehören rund 1.000 Mitglieder in 110 Ländern an, die sich auf alle Kontinente verteilen.

## Tätigkeit
Neben dem IOC arbeitet die IAKS mit dem Internationalen Paralympischen Komitee, der Sportaccord, dem Weltrat für Sportwissenschaft und Leibes-/Körpererziehung und der Internationalen Architekten Union (UIA), Sport und Freizeit-Programm zusammen. Sie pflegt außerdem Kontakte zu internationalen Sportfachverbänden und Nationalen Olympischen Komitees und ist von den Vereinten Nationen in die Liste der Beratenden NGOs der Ökonomie- und Sozialkommission (UN-ECOSOC) aufgenommen worden.
Aufgabe und Aktivitäten sind die Schaffung einer Plattform zu Planung und Bau, Ausstattung und Modernisierung, Finanzierung und Management von Sport- und Freizeitanlagen, sowie die Mitarbeit bei der Entwicklung von Normen und Richtlinien in Deutschland und Europa. Außerdem gibt die IAKS die Zeitschrift „sb“ heraus, veranstaltet Tagungen und Ausstellungen und vergibt einen internationalen Architekturpreis für beispielhafte Sport- und Freizeitbauten, den IOC/IAKS Award sowie die IPC/IAKS-Auszeichnung.
Mitglieder und Partner sind Architekten und Ingenieure, Unternehmen sowie Wirtschaftsverbände, Sportorganisationen, Sport-, Erziehungs- und Bauministerien, Kommunalverwaltungen sowie Bildungseinrichtungen.
Zweck der IAKS ist es insbesondere, den Sport auf breitester Ebene zu fördern, indem sie die bei der Planung, dem Bau, der Ausstattung und dem Betrieb von Sport- und Freizeiteinrichtungen aller Art gewonnenen Erfahrungen, Grundlagen und Forschungsergebnisse sammelt, auswertet, weitervermittelt und ggf. koordiniert. Hierbei sind gesellschaftsrelevante Aspekte im weitesten Sinne, wie z. B. Architektur, Technik, Sportwissenschaften, Ökonomie und Ökologie, zu berücksichtigen. Sie unterstützt die Entwicklung auf diesen Gebieten auch durch Forschung und Beratung.

## Kongresse
Der IAKS-Kongress für Planung, Bau, Modernisierung und Management von Sport- und Freizeitanlagen ist ein internationaler Treffpunkt von Experten für Sportstätten und Freizeitanlagen. Der Kongress wird seit 1969 alle zwei Jahre abgehalten.
Seit vielen Jahren erhält er Unterstützung vom Internationalen Olympischen Komitee, Internationalen Paralympischen Komitee, Sportaccord und dem deutschen Innenministerium.
Die Teilnehmer aus vielen Nationen umfassen Architekten, Ingenieure, Bauherren, Planer, kommunale Entscheider, technisches und operatives Management, Sportverbände und Vereine sowie die europäische Fachpresse.
Zeitgleich veranstalten Koelnmesse und IAKS die FSB – Internationale Fachmesse für Freiraum, Sport- und Bäderanlagen – die weltgrößte Fachmesse für die Produkte und Leistungen der Branche.

## Seminare und Veranstaltungen
Die IAKS organisiert Fachtagungen und Praxisseminare rund um Sport- und Freizeitanlagen, zum Beispiel zu den Themen Sportfreianlagen, Kunststoffrasen, Kunsteisbahnen und beleuchtet dabei Finanzierung, Betriebsführung, Controlling und technische Ausstattung.

## IOC/IAKS Award und IPC/IAKS-Auszeichnung
Der IOC/IAKS Award ist der einzige internationale Architekturpreis für bereits im Betrieb bewährte Sport- und Freizeitbauten.
Seit 1987 werden mit diesem Preis alle zwei Jahre beispielhaft gut gestaltete und gleichzeitig funktional gelungene Sportanlagen prämiert. Bei den ausgezeichneten Anlagen kann es sich sowohl um Neubauten als auch um die Erweiterung oder Modernisierung vorhandener Anlagen handeln. Auslober des Wettbewerbs sind das IOC und die IAKS.
Gemeinsam mit dem IPC vergibt die IAKS außerdem die IPC/IAKS Auszeichnung für behindertengerechte Sportanlagen. Die Auszeichnung will die Zugänglichkeit von Sportanlagen und allen anderen Bauten fördern, um auch Menschen mit Behinderungen die Möglichkeit zu geben, Sport uneingeschränkt und barrierefrei auszuüben oder dabei zuzuschauen.
Das Internationale Olympische Komitee, das Internationale Paralympische Komitee und die IAKS vergeben den Architektur- und Design-Award für Studenten und Young Professionals. Dieser Preis zeichnet die innovativen Entwürfe und Konzepte für Sport-, Freizeit- und Erholungseinrichtungen aus.

## Veröffentlichungen
Die IAKS veröffentlicht seit 1967 die internationale Fachzeitschrift „sb“, die alle zwei Monate mit wechselnden Themenschwerpunkten aus dem Bereich der Sportarchitektur erscheint und die aktuellen Branchentrends des internationalen Sportstättenbaus präsentiert. Außerdem werden neueste Technologien und Produktentwicklungen vorgestellt.
Ferner beschäftigt sich „sb“ mit der Infrastruktur bei der Ausrichtung von Großveranstaltungen des Sports, wie Olympische Spiele, Welt- und Europameisterschaften. Somit ist sie eine Informationsquelle für Planer und Praktiker aus allen Bereichen des Sportstättenbaus (Kommunen, Architekten und Ingenieure, Hochschulen, Verbände und Industrieunternehmen).
„sb“ wird in Englisch und Deutsch publiziert. Die Fachzeitschrift wird vor allem im deutschsprachigen Raum und in Europa, aber auch in Nord-, Mittel- und Südamerika, Afrika, Asien und Australien gelesen.